# Pont-Arcy
 Pont-Arcy  es una población y comuna francesa, en la región de Picardía, departamento de Aisne, en el distrito de Soissons y cantón de Vailly-sur-Aisne.

## Demografía
| 128 | 123 | 100 | 113 | 110 | 109 |
| Para los censos de 1962 a 1999 la población legal corresponde a la población sin duplicidades (Fuente: INSEE [Consultar]) |     |     |     |     |     |